# Rapaza viridis
 (août 2025).
Rapaza, Rapazida, Rapazidae
Ordre
Famille
Genre
Espèce
Rapaza viridis est une espèce de protozoaires marins, la seule du genre Rapaza, de la famille des Rapazidae et l'Ordre des Rapazida.

## Répartition
Rapaza viridis est une espèce marine qui se rencontre dans les mares résiduelles.

## Étymologie
Le nom du genre Rapaza vient du latin (latin rapax [saisir] ), en référence au comportement alimentaire des cellules. Le nom spécifique viridis, qui signifie « vert », fait référence à la couleur des chloroplastes et des cellules proies des algues en cours de digestion. 
Ensemble, le nom binomial signifie donc en latin « saisisseur vert ».

## Description
Les cellules nageuses décontractées (c'est-à-dire bien nourries) de Rapaza viridis sont ovales. Elles mesurent de 10,5 à 38,2 μm de long. Elles nagent généralement en spirale, les flagelles se déplaçant rapidement et de manière chaotique. Un mouvement euglénoïde a également été observé lorsque les cellules se nourrissaient de Tetraselmis ou lorsqu'elles sont pressées sous une lamelle. Deux flagelles émergent de la poche flagellaire ; de longueur inégale, ils sont ornés de poils et contiennent des bâtonnets paraxiaux hétéromorphes. Le flagelle antérieur, plus long, mesure environ 1,25 fois la longueur de la cellule à l'état relâché et est toujours dirigé vers l'avant. Le flagelle postérieur, plus court, mesure environ 0,65 fois la longueur de la cellule à l'état relâché et est dirigé vers l'arrière ; ce dernier est parfois dirigé vers l'avant et se déplace comme une rame.
Un stigmate antérieur robuste, indépendant des chloroplastes, est composé d'une à plus de dix particules de 0,8 à 1,3 µm de diamètre. Un renflement paraflagellaire forme un corps dense, en forme de lentille, positionné dans la poche flagellaire et contre le stigmate. Le cytoplasme continent plusieurs grains de paramylon ellipsoïdes, de grands appareils de Golgi et des mitochondries à crêtes discoïdes (en forme de pagaie). Le noyau typique des euglènes contient des chromosomes condensés en permanence et un grand nucléole central.
La pellicule est constituée de seize bandes disposées en hélice avec de délicats cadres en « S », soutenus par des microtubules sous-jacents. Huit bandes pelliculaires se terminent avant d'atteindre l'extrémité postérieure de la cellule ; ces bandes sont organisées par paires, formant les quatre coins d'un motif carré. L'appareil d'alimentation est constitué d'une poche d'alimentation et d'une tige d'alimentation adjacente composée de vingt microtubules organisés en quatre rangées (4-6-6-4).

## Systématique
Le nom valide complet (avec auteur) de ce taxon est Rapaza viridis A.Yamaguchi (d), N.Yubuki (d) & B.S.Leander (d), 2012,.

## Publication originale
- (en) Aika Yamaguchi, Naoji Yubuki et Brian S Leander, « Morphostasis in a novel eukaryote illuminates the evolutionary transition from phagotrophy to phototrophy: description of Rapaza viridis n. gen. et sp. (Euglenozoa, Euglenida) », BMC Evolutionary Biology, BMC et Springer Science+Business Media, vol. 12, no (1) 29,‎ 8 mars 2012, p. 1-16 (ISSN 1471-2148, OCLC 47657384, PMID 22401606, PMCID 3374381, DOI 10.1186/1471-2148-12-29, lire en ligne).